# Dead by Daylight
Dead by Daylight – survival horror z asymetrycznym trybem rozgrywki wieloosobowej, wyprodukowany przez Behavior Interactive i wydany przez Starbreeze Studios. Gra została wydana 14 czerwca 2016 roku na systemy Windows oraz 20 czerwca 2017 roku na platformy PlayStation 4 i Xbox One. 24 września 2019 roku grę wydano na konsolę Nintendo Switch. W 2020 roku zostały wydane wersje na systemy Android oraz iOS.

## Rozgrywka
Rozgrywka Dead by Daylight jest asymetryczna, tj. jeden gracz staje do rozgrywki przeciwko zazwyczaj czterem innym. Ta grupa pięciu graczy to maksymalnie 4 uciekinierów i jeden zabójca. Zadaniem uciekinierów jest wydostanie się z zamkniętej mapy gry, zaś zadaniem zabójcy jest uniemożliwienie tego poprzez zabicie wszystkich ocalałych na mapie. Gracze chcący uciec mają za zadanie naprawienie i włączenie odpowiedniej liczby generatorów prądu, pozwalających na otwarcie drzwi i ucieczkę z terenu mapy. Zadaniem zabójcy jest zabicie pozostałych graczy (uciekinierów). Ocalali mogą także zdobywać przedmioty ze skrzynek, niszczyć totemy, leczyć, ratować z haka, sabotować i wykonywać różne interakcje podczas gonitwy z zabójcą, ale także mają interakcje z niektórymi przedmiotami z różnych wydarzeń i od zabójców.
Gracze po obu stronach mają możliwość wybrania postaci, którą chcą kierować w grze. Uciekający mają do dyspozycji 46 postaci, każda mająca inne zdolności do wykorzystania w trakcie rozgrywki. Grający zabójcą również posiada opcje wyboru spośród 40 postaci (może to być to m.in. Michael Myers), z których każda ma inne zdolności i techniki zabijania.
Rozgrywka trwa do momentu ucieczki przez drzwi lub ukryty właz albo gdy wszyscy uciekinierzy zginą. Po zakończonej rozgrywce gracze otrzymują punkty krwi (odpowiednik punktów doświadczenia) do wydania na dalsze rozwijanie wybranej postaci w drzewku krwi. Może tam wydawać punkty krwi na: przedmioty, dodatki, dary i umiejętności. 
Akcja odbywa się na jednej z trzydziestu pięciu losowo wybranych mapach, na której znajdują się różnego typu przeszkody i znajdźki. Zabójca widzi świat z perspektywy pierwszej osoby, natomiast uciekający z perspektywy trzeciej osoby.

## Postacie
Obecnie w Dead by Daylight gracz ma do wyboru spośród 40 zabójców (The Killers) i 48 ocalałych (The Survivors). Wielu z dostępnych postaci są licencjonowanymi bohaterami znanych z filmów i gier grozy.

### Ofiary
| Postać                      | Seria                  | Dodatkowo |
| --------------------------- | ---------------------- | --- |
| Dwight Fairfield            | postać oryginalna      | |
| Meg Thomas                  | postać oryginalna      | |
| Claudette Morel             | postać oryginalna      | |
| Jake Park                   | postać oryginalna      | |
| Nea Karlsson                | postać oryginalna      | |
| Laurie Strode               | Halloween              | |
| Ace Visconti                | postać oryginalna      | |
| William "Bill" Overbeck     | Left 4 Dead            | |
| Feng Min                    | postać oryginalna      | |
| David King                  | postać oryginalna      | |
| Quentin Smith               | Koszmar z ulicy Wiązów | |
| David Tapp                  | Piła                   | |
| Kate Denson                 | postać oryginalna      | |
| Adam Francis                | postać oryginalna      | |
| Jeff Johansen               | postać oryginalna      | |
| Jane Romero                 | postać oryginalna      | |
| Ash Williams                | Ash kontra martwe zło  | Wizerunku i głosu Ashowi użyczył Bruce Campbell - oryginalny aktor postaci. |
| Nancy Wheeler               | Stranger Things        | Postać, wraz z pozostałą zawartością "Stranger Things", została 17 listopada 2021 roku usunięta z gry i przywrócona 6 listopada 2023 roku.                                                                          |
| Steve Harrington            | Stranger Things        | Postać, wraz z pozostałą zawartością "Stranger Things", została 17 listopada 2021 roku usunięta z gry i przywrócona 6 listopada 2023 roku. Posiada skórkę do postaci Jonathana Byersa, również z "Stranger Things". |
| Yui Kimura                  | postać oryginalna      | |
| Zarina Kassir               | postać oryginalna      | |
| Cheryl Mason                | Silent Hill            | Posiada dostępne skórki do postaci Lisy Garland, Cybil Bennett, Jamesa Sunderland i Marii. Wszyscy również pochodzą z serii "Silent Hill".                                                                          |
| Felix Richter               | postać oryginalna      | |
| Élodie Rakoto               | postać oryginalna      | |
| Yun-Jin Lee                 | postać oryginalna      | |
| Jill Valentine              | Resident Evil          | Posiada skórki do postaci Claire Redfield i Shevy Alomar, również z serii "Resident Evil". |
| Leon S. Kennedy             | Resident Evil          | Posiada skórki do postaci Chrisa Redfielda i Carlosa Oliveiry, również z serii "Resident Evil". |
| Mikaela Reid                | postać oryginalna      | |
| Jonah Vasquez               | postać oryginalna      | |
| Yoichi Asakawa              | Ring                   | |
| Haddie Kaur                 | postać oryginalna      | |
| Ada Wong                    | Resident Evil          | |
| Rebecca Chambers            | Resident Evil          | |
| Vittorio Toscano            | postać oryginalna      | Posiada skórkę do postaci Geralta z Rivii z Wiedźmina 3. |
| Thalita Lyra                | postać oryginalna      | |
| Renato Lyra                 | postać oryginalna      | Posiada skórkę do Tubarão, postaci z gry Tom Clancy's Rainbow Six Siege |
| Gabriel Soma                | postać oryginalna      | |
| Nicolas Cage                | aktor                  | Nicolas Cage, oprócz wizerunku, użyczył postaci również głos. |
| Ellen Ripley                | Obcy                   | Posiada skórkę do Rain Carradine - postaci z filmu Obcy: Romulus. |
| Alan Wake                   | Alan Wake              | Głosu postaci użyczył oryginalny aktor - Matthew Porretta. Posiada skórki do pochodzących z Alan Wake 2 postaci Rose Marigold (głosu użyczyła oryginalna aktorka Jessica Preddy) i Sagi Anderson.                   |
| Sable Ward                  | postać oryginalna      | |
| Aestri Yazar & Baermar Uraz | Dungeons & Dragons     | Po raz pierwszy w grze dwie postacie w jednym slocie. |
| Lara Croft                  | Tomb Raider            | |
| Trevor Belmont              | Castlevania            | Posiada skórki do postaci Alucarda i Somy Cruz, również pochodzących z serii "Castlevania". |
| Taurie Cain                 | postać oryginalna      | |
| Orela Rose                  | postać oryginalna      | Postaci głosu użyczyła amerykańska aktorka Angelica Ross. |
| Rick Grimes                 | The Walking Dead       | Głosu postaci użyczył oryginalny aktor Andrew Lincoln. Posiada skórkę do postaci Daryla Dixona, również z serii The Walking Dead, któremu głosu użyczył oryginalny aktor Norman Reedus.                             |
| Michionne                   | The Walking Dead       | |

### Zabójcy
| Zabójca            | Zabójca                                             | Seria                              | Dodatkowo |
| Nazwa              | Prawdziwe imię                                      | Seria                              | Dodatkowo |
| ------------------ | --------------------------------------------------- | ---------------------------------- | --- |
| The Trapper        | Evan MacMillan                                      | postać oryginalna                  | Posiada skórki do postaci Krampusa i Naughty Bear z gry Naughty Bear. |
| The Wraith         | Philip Ojomo                                        | postać oryginalna                  | |
| The Hillbilly      | Max Thompson Jr.                                    | postać oryginalna                  | |
| The Nurse          | Sally Smithson                                      | postać oryginalna                  | |
| The Shape          | Michael Myers                                       | Halloween                          | |
| The Hag            | Lisa Sherwood                                       | postać oryginalna                  | |
| The Doctor         | Herman Carter                                       | postać oryginalna                  | Posiada skórki do postaci the Look-See z CryptTV i Pharaoh Eddie (maskotki zespołu Iron Maiden). |
| The Huntress       | Anna                                                | postać oryginalna                  | Posiada skórki do postaci the Mordeo z CryptTV i Baby Jagi. |
| The Cannibal       | Leatherface                                         | Teksańska masakra piłą mechaniczną | |
| The Nightmare      | Freddy Krueger                                      | Koszmar z ulicy Wiązów             | |
| The Pig            | Amanda Young                                        | Piła                               | |
| The Clown          | Kenneth Chase ("Jeffrey Hawk")                      | postać oryginalna                  | |
| The Spirit         | Rin Yamaoka                                         | postać oryginalna                  | Posiada skórkę do Tomie, postaci z mangi Junji Ito i posiadała skórkę do postaci the War Hammer Titan z serii "Atak Tytanów", obecnie usuniętą z gry. |
| The Legion         | Frank Morrison, Julie Kostenko, Susie Lavoie & Joey | postać oryginalna                  | Posiada skórki do postaci HUNKa z "Resident Evil" oraz cztery warianty stroju Robbie the Rabbit - maskotki "Silent Hill 3". |
| The Plague         | Adiris                                              | postać oryginalna                  | |
| The Ghost Face     | Danny Johnson ("Jed Olsen")                         | Maska Ghostface                    | Ghost Face z gry nie jest powiązany z serią "Krzyk". |
| The Demogorgon     |                                                     | Stranger Things                    | Postać, wraz z pozostałą zawartością "Stranger Things", została 17 listopada 2021 roku usunięta z gry i przywrócona 6 listopada 2023 roku |
| The Oni            | Kazan Yamaoka                                       | postać oryginalna                  | Posiada skórki do Minotaura i Samurai Eddie (maskotki zespołu Iron Maiden), oraz posiadał skórkę do postaci the Armored Titan z "Atak Tytanów", obecnie usuniętą z gry.                                                                                        |
| The Deathslinger   | Caleb Quinn                                         | postać oryginalna                  | Posiada skórkę do postaci Stranger Eddie (maskotki zespołu Iron Maiden). |
| The Executioner    | Piramidogłowy                                       | Silent Hill 2                      | |
| The Blight         | Talbot Grimes                                       | postać oryginalna                  | Posiada skórkę do postaci Charona i Williama Birkina z "Resident Evil". |
| The Twins          | Charlotte & Victor Deshayes                         | postać oryginalna                  | |
| The Trickster      | Ji-Woon Hak                                         | postać oryginalna                  | |
| The Nemesis        | Nemesis T-Type                                      | Resident Evil 3                    | |
| The Cenobite       | Elliot Spencer ("Pinhead")                          | Hellraiser: Wysłannik piekieł      | Głosu postaci użyczył oryginalny aktor, Doug Bradley. Posiada skórkę do postaci the Chatterer, również z serii "Hellraiser". The Cenobite został 4 kwietnia 2025 usunięty z gry.                                                                               |
| The Artist         | Carmina Mora                                        | postać oryginalna                  | Posiada skórkę do Jabberwocky, postaci z "Alicji w krainie czarów", Miss Fuchi, postaci z mangi Junji Ito, Leszy, postaci z Wiedźmina 3, oraz do Boulet Artist, postaci wzorowanej na drag queen Boulet Brothers, do której oryginalni artyści użyczyli głosu. |
| The Onryō          | Sadako Yamamura                                     | Ring                               | |
| The Dredge         |                                                     | postać oryginalna                  | Posiada skórkę do postaci Eddie's Tribute (maskotki zespołu Iron Maiden). |
| The Mastermind     | Albert Wesker                                       | Resident Evil                      | |
| The Knight         | Tarhos Kovács                                       | postać oryginalna                  | |
| The Skull Merchant | Adriana Imai                                        | postać oryginalna                  | |
| The Singularity    | HUX-A7-13                                           | postać oryginalna                  | |
| The Xenomorph      |                                                     | Obcy                               | |
| The Good Guy       | Charles Lee "Chucky" Ray                            | Laleczka Chucky                    | Pierwszy zabójca w grze z perspektywą trzeciej osoby. Głosu postaci użyczył oryginalny aktor, Brad Dourif. Posiada skórkę do postaci Tiffany, również z serii "Laleczka Chucky", której głosu użyczyła oryginalna aktorka - Jennifer Tilly.                    |
| The Unknown        |                                                     | postać oryginalna                  | |
| The Lich           | Vecna                                               | Dungeons & Dragons                 | |
| The Dark Lord      | Drakula                                             | Castlevania                        | |
| The Houndmaster    | Portia Maye                                         | postać oryginalna                  | |
| The Ghoul          | Ken Kaneki                                          | Tokyo Ghoul                        | Głosu postaci użyczył oryginalny aktor Natsuki Hanae. Posiada skórkę do postaci Rize Kamishiro, do której dialogi nagrała oryginalna aktorka Kana Hanazawa. |
| The Animatronic    | William Afton                                       | Five Nights at Freddy's            | Głosu postaci użyczył oryginalny aktor PJ Heywood. Posiada skórkę do postaci Yellow Rabbit z adaptacji filmowej, do której głosu użyczył oryginalny aktor - Matthew Lillard, oraz do postaci Glitchtrap, również z serii Five Nights at Freddy's.              |

## Odbiór gry
Dead by Daylight spotkał się z mieszanymi reakcjami recenzentów, uzyskując średnią wynoszącą 71/100 punktów wg agregatora Metacritic. Redaktor serwisu GameSpot przyznał grze ocenę 6/10. W ciągu pierwszych dwóch miesięcy od wydania gra została sprzedana w liczbie ponad 3 milionów kopii.